# Amata phegeus
Amata phegeus är en fjärilsart som beskrevs av Eugen Johann Christoph Esper 1794. Amata phegeus ingår i släktet Amata och familjen björnspinnare. Inga underarter finns listade i Catalogue of Life.